# Аморалност
Аморалност је непостојање односа према етичким мерилима, без обзира да ли одређују добро или зло. Такође, недостатак моралних критеријума неке особе према другим појединцима, групама или заједници.